# Teoria systemów-światów

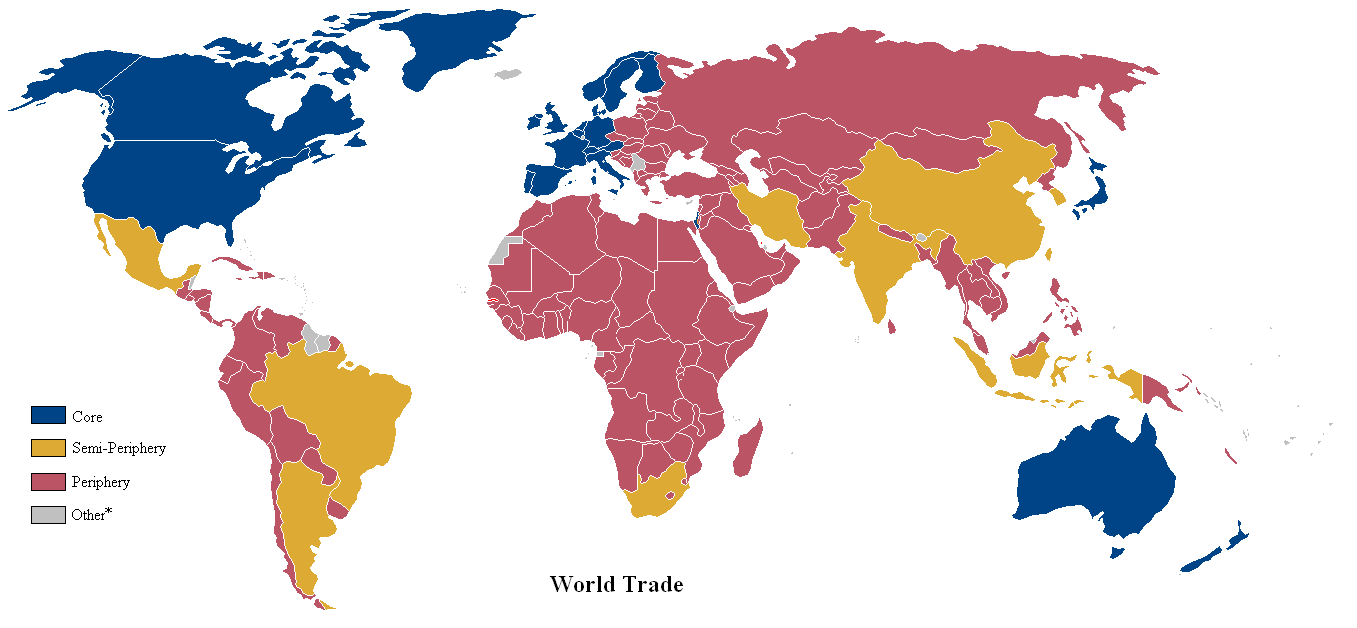
Państwa świata w 2000 r. podzielone na trzy grupy: państwa rdzenia (core) – (niebieski), półperyferyjne (żółty) i peryferyjne (czerwień).

Teoria systemów-światów (ang. world-systems theory) – perspektywa badawcza w naukach społecznych rozwijana przez szereg autorów m.in. Immanuela Wallersteina, André Gunder Franka, Samira Amina czy Giovanniego Arrighi. Cechuje ją historyzm, podejście systemowe oraz silne związki z myślą marksistowską. Wallerstein wskazał najważniejszych inspiratorów koncepcji teorii systemów-światów: Fernanda Braudela i Mariana Małowista

## Teoria systemów-światów
Dla teorii systemów-światów właściwą jednostką analizy nie są państwa czy społeczeństwa, lecz systemy historyczne, które dzielą się na:
- minisystemy
- systemy-światy, będące
  - imperiami-światami, albo
  - gospodarkami-światami.

Minisystemy były dominujące w społeczeństwach zbieracko-myśliwskich i charakteryzowały się samowystarczalnością ekonomiczną i kulturową homogenicznością, były również oparte na wzajemności.
System-świat natomiast jest to pewna całość przestrzenna i czasowa (rozwijająca się w czasie), obejmująca różne jednostki polityczne i kulturowe, działająca na pewnych określonych zasadach. Imperia-światy cechowały się występowaniem pojedynczej władzy politycznej dla całego systemu-świata (przykładem może być starożytny Rzym). Gospodarka-świat jest to natomiast struktura, w ramach której istnieje znacząca wymiana dóbr oraz przepływ kapitału i pracy, nie występuje w niej jednak jednolita struktura polityczna, ale wiele jednostek politycznych, powiązanych ze sobą w ramach systemu międzypaństwowego.
Istniejąca obecnie gospodarka-świat jest kapitalistyczną gospodarką-światem. Zdaniem Wallersteina cechuje się głównie:
- występowaniem nieograniczonej akumulacji kapitału (jako cechy różniącej kapitalizm od innych systemów również opartych na wymianie);
- podziałem na procesy produkcji charakterystyczne dla centrum (kontrolowane przez quasi-monopole) oraz procesy charakterystyczne dla peryferii (konkurencyjne), oraz związanym z tym podziałem na obszary centrum (ang. core), obszary peryferyjne (periphery), a także półperyferyjne (semi-periphery) – geograficznie peryferie według zwolenników tej koncepcji tworzą dawne kraje Trzeciego Świata, półperyferie natomiast państwa postkomunistyczne (Drugi Świat) i rozwijające się intensywnie państwa poza Europą, zaś centrum państwa Pierwszego Świata;
- wynikającą stąd nierównością wymiany między obszarami centrum i obszarami peryferyjnymi;
- istnieniem państw hegemonicznych (Republika Zjednoczonych Prowincji, Wielka Brytania, Stany Zjednoczone Ameryki);
- występowaniem trendów cyklicznych (cykli Kondratiewa) oraz trendów długookresowych („sekularnych”, systemowych).

Występowanie trendów długookresowych sprawia, że systemy historyczne odchodzą coraz bardziej od stanu równowagi, aż ostatecznie wchodzą w okres kryzysu, nazywany przez Wallersteina okresem „bifurkacji” (rozwidlenia), w którym ludzie żyjący w danym systemie stają przed alternatywnymi wyborami dotyczącymi przyszłego systemu lub systemów. Wynik tych wyborów, w odróżnieniu od nieuchronności kryzysu, jest niepewny i nieprzewidywalny. Przyszły system-świat może być zarówno lepszy, jak i gorszy od poprzedniego. Okres istnienia danego systemu historycznego to ok. 500 lat. Dodatkowo Wallerstein twierdzi, że „przedwczesne” próby przejścia do innego systemu historycznego nie mogą się powieść, czego przykładem jest próba uwolnienia się państw socjalistycznych od kapitalistycznej gospodarki-świata, podobnie jak próby uniezależniania się poprzez tworzenie autarkicznych układów gospodarczych. W wyniku tej próby kraje socjalistyczne stały się peryferiami lub półperyferiami.
Wallerstein twierdzi jednak, że kryzys obecnego systemu-świata zaczął się w latach 70. XX w. i potrwa jeszcze 25–50 lat, po których nastąpi przejście do innego systemu historycznego.
Teoria systemów-światów wyrosła na bazie teorii zależności, a także szkoły „Annales”.
Systemy światowe na przestrzeni dziejów.
| wojna hegemoniczna                             | Dojrzała hegemonia        | Zmierzch hegemonii                  |
| ---------------------------------------------- | ------------------------- | ----------------------------------- |
| 1618–1648 wojna trzydziestoletnia              | 1625–1672 Niderlandy      | 1672–1688 Anglia, Francja           |
| 1792–1815 wojny rewolucyjne i napoleońskie     | 1815–1873 Wielka Brytania | 1872–1896 Stany Zjednoczone, Niemcy |
| 1914–1945 I wojna światowa i II wojna światowa | 1945–1967 USA             | od 1967 EWG i Japonia               |